# Marcelo López Arias
Marcelo Eduardo López Arias (Salta, 5 de marzo de 1947) es un abogado, procurador y político argentino que supo desempeñarse en distintos cargos públicos como senador de la Nación Argentina, Diputado de la Nación Argentina o Ministro de Gobierno de la Provincia de Salta.

## Biografía
Marcelo López Arias nació el 5 de marzo de 1947. Estudió abogacía en la Universidad Nacional de Tucumán en donde se recibió en el año 1972 como abogado y procurador.
Su primera experiencia pública sería en la gobernación de Miguel Ragone. Durante este gobierno había sido designado como Defensor Oficial y el luego desaparecido exgobernador le había encomendado que recorriera cárceles y comisarías para evitar lo que ya había vivido Argentina en dictaduras previas. Luego de ello, asumió como Juez de Instrucción.
Trató de cumplir su función respetando los derechos humanos pero eso le valió recibir amenazadas y el tener que separarse de su familia para no ponerla en peligro. En la mañana del 24 de marzo de 1976 presentó en guardia de tribunales su renuncia indeclinable como juez siendo uno de los pocos jueces del país en renunciar durante la dictadura militar.
Con la democracia restaurada fue nombrado por el gobernador Roberto Romero como ministro de gobierno durante los años 1986 y 1987, siendo este el primer gran cargo político que desempeñó. Entre 1987 y 1989 fue Fiscal de Estado y en 1989 es elegido para su primer cargo electivo.
En 1989 encabeza la lista del Frente Justicialista Popular y obtendría 154.116 votos, estos le alcanzaron para obtener su primer cargo electivo como diputado nacional por el periodo 1989-1993. Cuatro años más tarde buscaría su reelección, obteniéndola luego de ganarle al Partido Renovador de Salta. El Frente Justicialista para la Victoria que encabezaba López Arias lograría 147.547 votos superando los 120.669 de Juncosa del PRS. En 1997 volvería a reelegir como diputado nacional superando en ese entonces a la Alianza Salteña, la lista de López Arias obtendría 199.622 votos contra los 171.720 de la alianza que encabeza Jorge Oscar Folloni.
En el año 2001 y con aún dos años más de mandato en la cámara baja decidió presentarse como candidato a senador nacional por la Provincia de Salta en conjunto con Sonia Margarita Escudero que en ese momento era la secretaria general de gobernación de la provincia de salta en el gobierno de Juan Carlos Romero. La lista del Partido Justicialista obtendría en esa elección 206.152 votos contra los 94.423 votos obtenidos por Ricardo Gómez Diez del Partido Renovador de Salta accediendo López Arias al senado junto a Escudero por la mayoría y Gómez Diez por la minoría.
Seis años más tarde, no se presentaría a renovar su banca en el senado, dejándole ese lugar al gobernador saliente Juan Carlos Romero pero si encabezaría la lista de diputados nacionales de la misma boleta. Ese año tuvo la particularidad de enfrentar a dos sectores del peronismo, por un lado el romerismo del gobernador saliente con el propio Romero encabezando la lista de senadores y López Arias encabezando la lista de diputados contra el sector del gobernador entrante Juan Manuel Urtubey que postulaba a Juan Agustín Pérez Alsina para el senado y al binomio José Vilariño-Mónica Torfe para la cámara baja. Tanto Romero como López Arias ganarían en sus categorías, el abogado exministro de gobierno del padre de Juan Carlos obtendría 220.589 votos contra 190.067 conseguidos por Vilariño y Torfe.
En el año 2011 López Arias no buscaría renovar su mandato y se alejaría de los puestos electivos. En el año 2012 Juan Manuel Urtubey lo nombraría como representante de la provincia de Salta ante la República de Chile y luego finalmente se convertiría en Representante de Relaciones Internacionales de la provincia de Salta siendo en este último caso un funcionario que cobraba como ministro pero sin serlo.
En 2017 y tras la derrota del gobierno de Urtubey ante el espacio de Gustavo Sáenz sería nombrado como Ministro de Gobierno, Derechos Humanos y Justicia, hasta ese momento la cartera de gobierno se encontraba separada de la de justicia y derechos humanos pero Urtubey la unificó bajo el mando de Marcelo.
Se mantendría en el cargo hasta el cambio de gobierno y el gobernador entrante, Gustavo Sáenz, lo reemplazaría con Ricardo Villada.